# Vijayapura
Vijayapura (Kannada: ಬಿಜಾಪುರ Bijāpura, Urdu: بیجاپور Bījāpur), bis 2014 Bijapur, ist eine Stadt im indischen Bundesstaat Karnataka mit rund 330.000 Einwohnern. Sie liegt im Norden Karnatakas und ist Verwaltungssitz des gleichnamigen Distrikts. Von 1490 bis 1686 war Vijayapura auch Hauptstadt des Sultanats Bijapur, eines der fünf Dekkan-Sultanate.

## Lage
Vijayapura liegt in einer Höhe von rund 600 m ü. d. M. auf dem Dekkan-Plateau im Norden des Bundesstaates Karnataka unweit der Grenze zum Nachbarbundesstaat Maharashtra. Die Entfernung von Bengaluru beträgt rund 525 km (Fahrtstrecke) nördlich von Bengaluru, Mumbai ist knapp 500 km in nordwestlicher Richtung entfernt. Das Klima ist warm; Regen fällt fast nur in den sommerlichen Monsunmonaten.

## Bevölkerung
Offizielle Bevölkerungsstatistiken werden erst seit 1991 geführt und veröffentlicht.
| Jahr      | 1991    | 2001    | 2011    |
| --------- | ------- | ------- | ------- |
| Einwohner | 186.939 | 253.891 | 327.427 |

Gut 62 % der mehrheitlich Kannada und Urdu sprechenden Bevölkerung sind Hindus, etwa 35,5 % sind Moslems und ca. 1 % gehören zur Religionsgruppe der Jains; andere Religionen wie Sikhs, Buddhisten, Christen etc. bilden zahlenmäßig kleine Minderheiten. Der männliche Bevölkerungsanteil liegt um etwa 2 % höher als der weibliche.

## Wirtschaft
Das Umland von Vijayapura wird landwirtschaftlich genutzt; in der Stadt selbst haben sich Handwerker, Händler und Dienstleister aller Art niedergelassen. Es gibt eine bedeutende Zementindustrie, aber auch Zuckerraffinerien.

## Geschichte
Die Stadt wurde im 10./11. Jahrhundert, zur Zeit der Chalukya-Dynastie von Kalyani, als Vijayapura („Siegesstadt“) gegründet. Gegen Ende des 13. Jahrhunderts gelangte die Stadt erstmals unter islamische Herrscher, nämlich die Khilji-Dynastie des Sultanats von Delhi. 1347 kam sie zum Bahmani-Sultanat, das sich in jenem Jahr vom Delhi-Sultanat abspaltete. Am Ende des 15. Jahrhunderts verfiel das Bahmani-Sultanat zusehends, so dass sich die Stadt 1490 unter Yusuf Adil Shah für unabhängig erklären konnte. Während seiner Zeit als eigenständiges Sultanat unter der Adil-Shahi-Dynastie erlebte Bijapur eine kulturelle Blüte. Davon zeugen bis heute die zahlreichen prächtigen Bauten dieser Epoche. Die Unabhängigkeit endete 1686 mit der Unterwerfung durch Großmogul Aurangzeb. Allerdings vermochten es die nordindischen Herrscher erneut nicht, auf dem Dekkan dauerhaft Fuß zu fassen. 1724 erklärte der Nizam von Hyderabad sein Herrschaftsgebiet für unabhängig. Bijapur blieb bis zur Eroberung durch die Marathen im Jahre 1760 bei Hyderabad.
Mit dem endgültigen Sieg der Briten über die Marathen 1818 fiel auch Bijapur der Britischen Ostindien-Kompanie zu. Diese ließ die Existenz eines marathischen Vasallenstaats namens Satara zu, dem auch Bijapur unterstellt war. 1848 wurde Satara jedoch aufgelöst, und die Stadt blieb bis 1947, dem Jahr der indischen Unabhängigkeit, Bestandteil der britischen Präsidentschaft Bombay. Im Zuge der Neuordnung der Bundesstaaten nach Sprachgrenzen wurde Bijapur im Jahr 1956 dem Fürstenstaat Mysore zugeteilt, der seit 1973 Karnataka heißt.
Anlässlich des 50. Jahrestags der Gründung des Bundesstaats im Jahr 2006 beschloss die Regierung von Karnataka nach einem Vorschlag des Schriftstellers U. R. Ananthamurthy, Bijapur in seine ursprüngliche Namensform Vijayapura umzubenennen – die indische Zentralregierung unter Premierminister Manmohan Singh stimmte der Namensänderung zunächst nicht zu; erst unter der bei der 2014 neu gewählten Regierung von Premierminister Narendra Modi trat die Umbenennung am 1. November 2014 offiziell in Kraft.

## Sehenswürdigkeiten
Gol Gumbaz

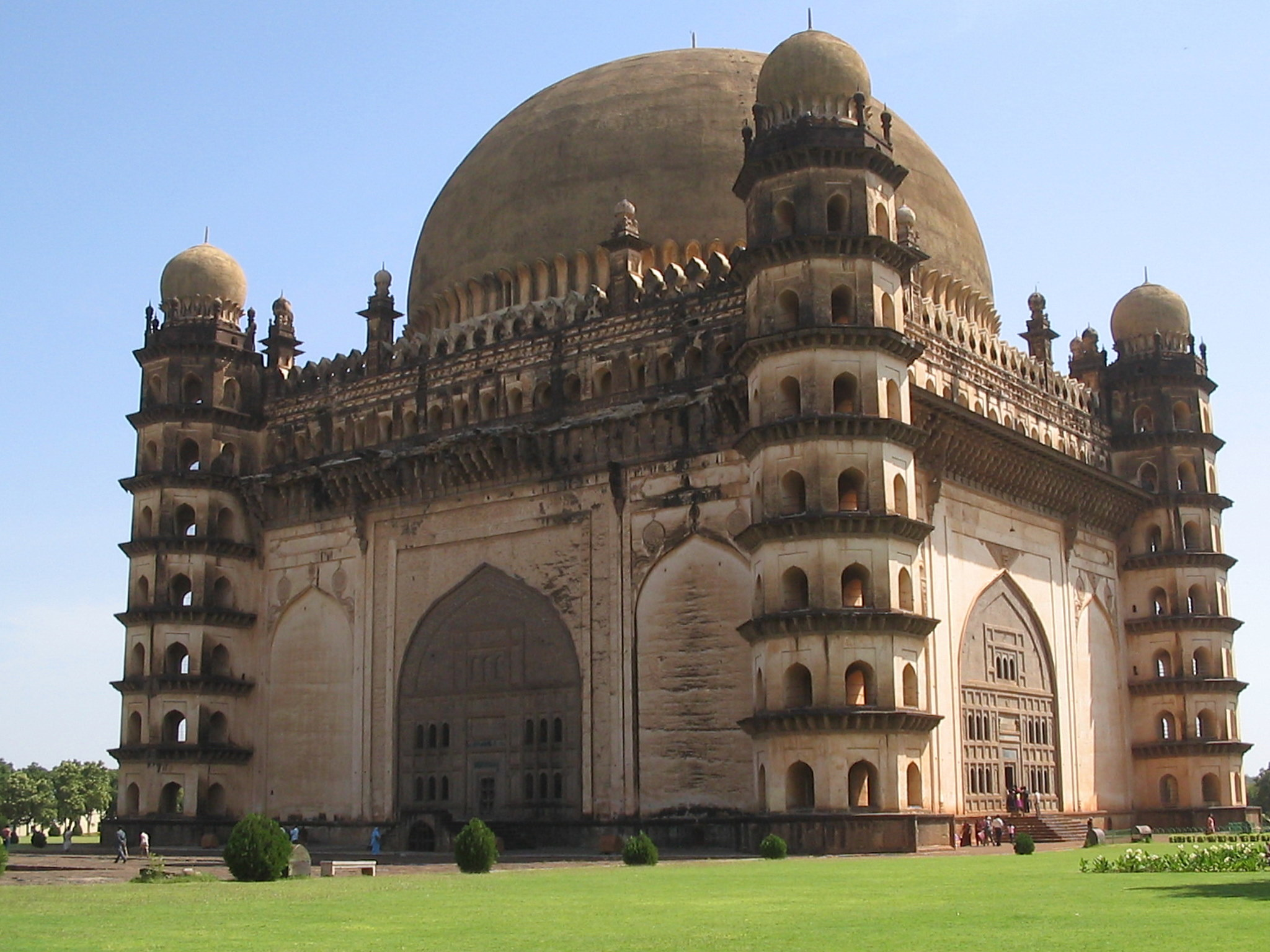
Gol Gumbaz in Vijayapura

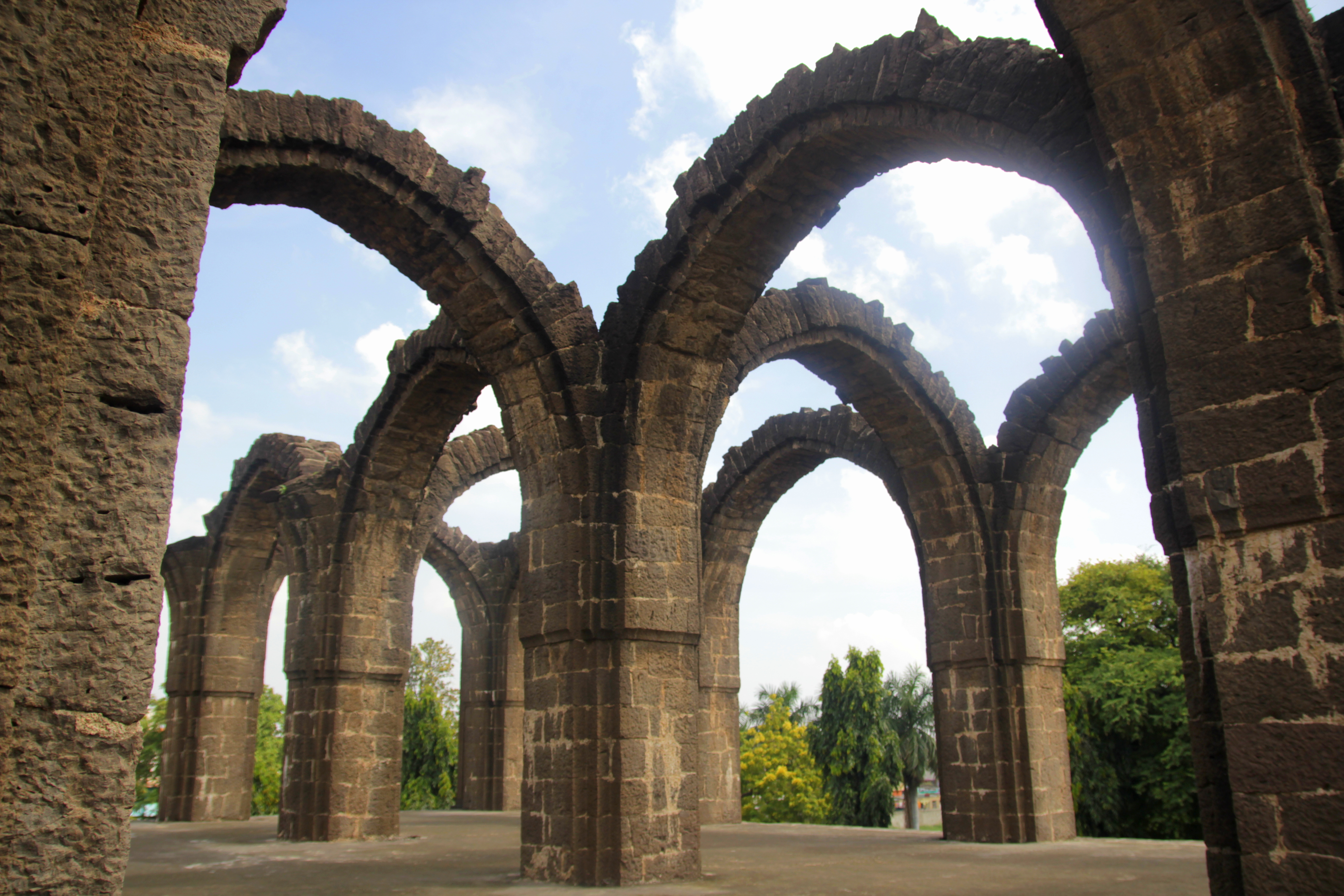
Bara Kaman-Mausoleum

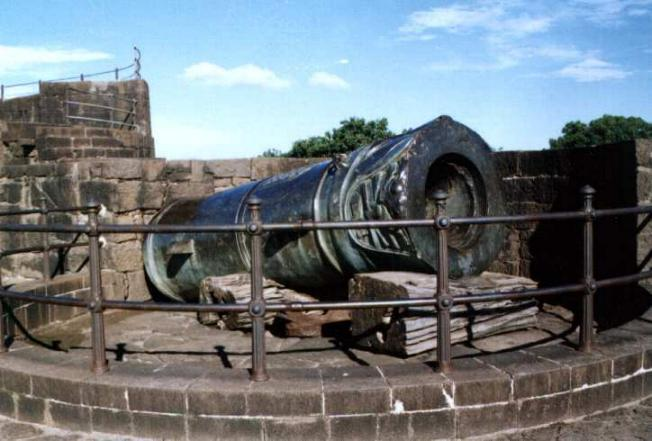
Malik-e-Maidan

Das Gol Gumbaz zählt zu den bekanntesten Bauwerken Indiens. Der gewaltige Kuppelbau – seine Kuppel war zum Erbauungszeitpunkt mit einem Durchmesser von ca. 37 m nach der des Pantheons, des Doms zu Florenz und des Petersdoms in Rom die viertgrößte der Welt – wurde 1659 als Grabmal für den zwei Jahre zuvor verstorbenen Sultan Mohammed Adil Shah erbaut. Gestützt wird die 51 Meter hohe Kuppel von einem recht schlichten, aber in seinen Ausmaßen beeindruckenden, quadratischen Bau, der wiederum an jeder Ecke von einem siebenstöckigen Eckturm begrenzt wird.
Auf einem Podest in der Mitte der riesigen Halle stehen die Sarkophage des Sultans und einiger Familienmitglieder. Die eigentlichen Gräber befinden sich aber in einer unterirdischen Grabkammer. Unter der Kuppel verläuft die sogenannte „Flüstergalerie“, in der ein mehrfaches Echo zu hören ist.

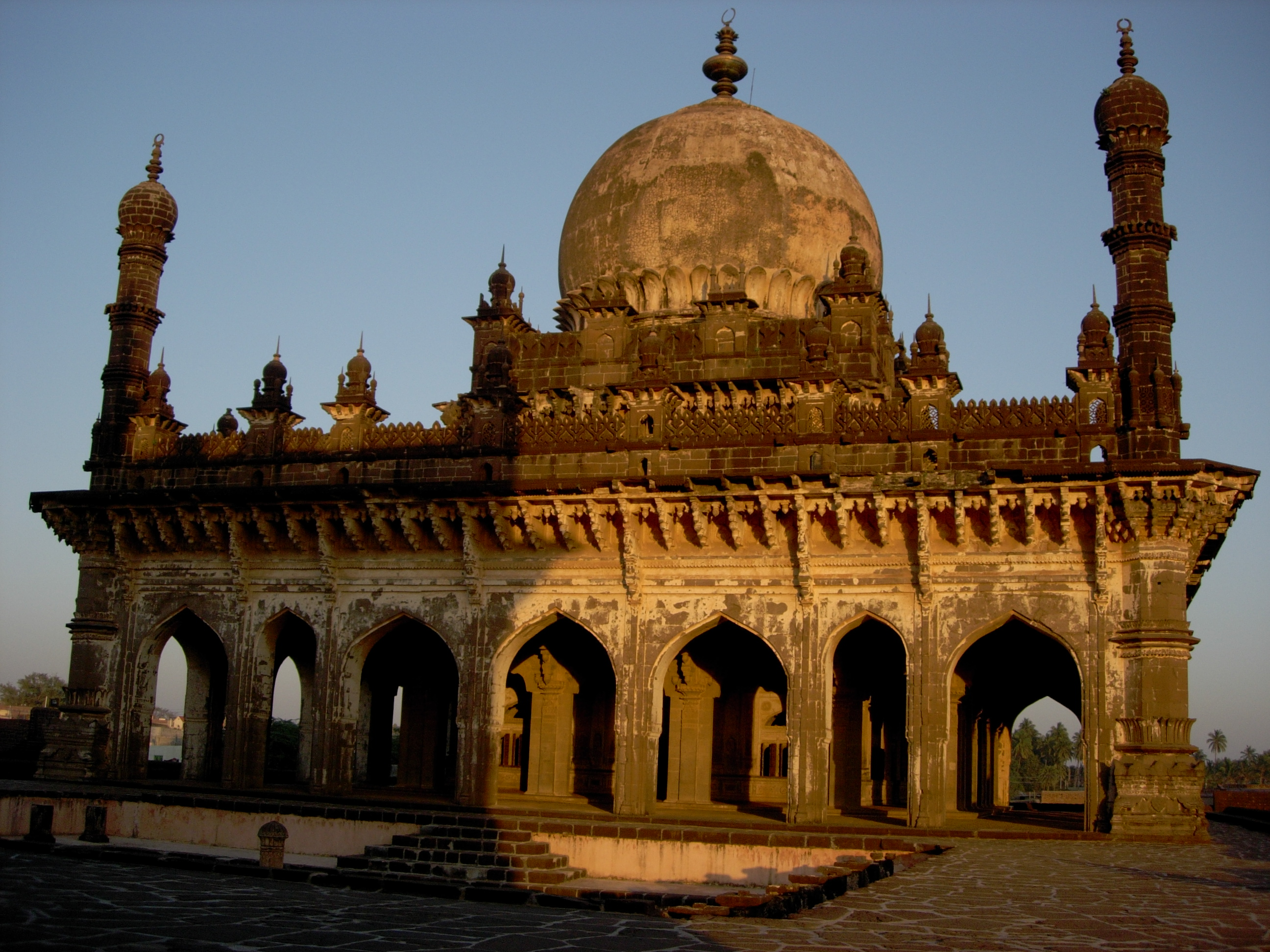
Ibrahim Rauza
Das etwas außerhalb der ummauerten Altstadt gelegene Bauwerk ist das Grabmal von Ibrahim Adil Shah II. (reg. 1580–1627), dessen Frau und einiger weiterer Angehöriger. Wesentlich kleiner als das Gol Gumbaz, besticht es weniger durch seine Ausmaße als vielmehr durch die feinen Verzierungen und eleganten Kuppelbauten und Minarette.
Bara Kaman
Das riesige, aber aufgrund innerer und äußerer Probleme des Staates unvollendete Mausoleum für Ali Adil Shah II. wurde im Jahr 1672 erbaut.
Freitagsmoschee (Jama Masjid)
Ali Adil Shah I. (reg. 1558–1579) ließ die flächenmäßig größte Freitagsmoschee Indiens errichten; sie wurde allerdings nie vollendet. Unter Aurangzeb wurde sie um 1680 zwar durch einen isoliert stehenden Torbau im Osten erweitert, doch bis heute fehlen die Minarette.
Zitadelle
Die Zitadelle von Vijayapura ist heute zu großen Teilen verfallen. Einige interessante Bauwerke sind aber erhalten geblieben, darunter der 1561 erbaute Sultanspalast Gagan Mahal. Der ältere Palastbau Sat Manzil ist dagegen nur noch eine Ruine. Ihm gegenüber hat sich ein zierlicher, von Gärten umgebener Wasserpavillon erhalten. Außerdem erheben sich innerhalb der Zitadelle zwei kleinere Moscheen. Die ältere Karimuddin-Moschee stammt wahrscheinlich schon aus dem frühen 14. Jahrhundert.
Asar Mahal
In unmittelbarer Nähe der Zitadelle steht der Asar Mahal, 1646 als Gerichtshof erbaut. Dort wurden vorübergehend zwei Barthaare des Propheten Mohammed aufbewahrt. Sehenswert sind die Fresken im Inneren, das für Frauen nicht zugänglich ist.
Malik-e-Maidan
An der Westseite der nur noch in Teilen erhaltenen Stadtmauer steht die gewaltige Kanone Malik-e-Maidan („Herrscher der Ebenen“), eine der größten der Welt. Sie ist rund 4,50 m lang und wiegt 55 Tonnen. Die Kanone wurde im 17. Jahrhundert als Kriegstrophäe in Ahmadnagar erbeutet.
Weitere Sehenswürdigkeiten
In Vijayapura befinden sich noch weitere, teils auch unvollendete Mausoleen. Auf einer Erhebung im Westen der Altstadt steht der Wehrturm Upri Buruj aus dem 16. Jahrhundert, der einen schönen Blick auf die Stadt ermöglicht. Vijayapuras 10 km lange Stadtmauer ist nur noch teilweise erhalten; fünf Stadttore zeugen von der ehemaligen Größe der Stadt. Das reich verzierte Mihtar Mahal ist ebenfalls ein Tor; es liegt aber innerhalb der Stadtmauer und führt zu einer kleinen Moschee.

## Persönlichkeiten
- Rajeshwari Gayakwad (* 1991), Cricketspielerin